# Niederbayern
Niederbayern o Baixa Baviera és una de les set Regierungsbezirk (regions administrativo-governamentals) que formen el land de l'Estat Lliure de Baviera (Freistaat Bayern). El terme Niederbayern va aparèixer el 1255 com una divisió bavaresa, originàriament abastava un territori més extens.

## Situació geogràfica
La regió està situada a l'est de l'estat, limita pel nord amb l'Alt Palatinat, pel nord-est amb Bohèmia, pel sud-est amb l'Alta Àustria i pel sud-oest amb Oberbayern.

## Història
El terme Niederbayern va aparèixer el 1255 com una divisió bavaresa, originàriament abastava un territori més extens. La constitució bavaresa del 1808 dividia el regne de Baviera, format el 1806, en districtes (Kreise) de manera uniforme. Els districtes eren el nivell intermedi de l'administració i pretenien ser un sistema racional d'organització, sense cap relació amb les organitzacions precedents del territori. D'acord amb el model francès, els districtes van rebre un nom segons el seu riu principal. A mesura que van anar canviant els límits de Baviera, els districtes es van anar adaptant a les noves situacions.

## Divisió territorial
La regierungsbezirk de Niederbayern és formada per tres districtes urbans (kreisfreie Städte) i 9 districtes rurals (Landkreise):

### Districtes urbans
1. Landshut
2. Passau
3. Straubing

### Districtes rurals
1. Districte de Deggendorf
2. Districte de Dingolfing-Landau
3. Districte de Freyung-Grafenau
4. Districte de Kelheim
5. Districte de Landshut
6. Districte de Passau
7. Districte de Regen
8. Districte de Rottal-Inn
9. Districte de Straubing-Bogen

### Ciutats més importants
| Stadt       | Einwohner |
| ----------- | --------- |
| Landshut    | 62.074    |
| Passau      | 50.464    |
| Straubing   | 44.633    |
| Deggendorf  | 31.421    |
| Dingolfing  | 18.443    |
| Vilshofen   | 16.408    |
| Kelheim     | 15.656    |
| Pocking     | 14.913    |
| Eggenfelden | 14.110    |
| Mainburg    | 13.882    |